# Jython
Jython este o implementare a limbajului de programare Python proiectat să ruleze pe platforma Java. Este succesorul lui JPython.

## Prezentare generală
Programa Jython poate importa și utiliza orice clasă Java. Cu excepția unor module standard, programele Jython utilizează clase Java în locul modulelor Python. Jython include aproape toate modulele din distribuția standard de limbaj de programare Python, lipsind doar câteva dintre modulele implementate inițial în C. De exemplu, o interfață în Jython poate fi scrisă cu Swing, AWT sau SWT. Jython se compilează la Java bytecode (limba intermediară) fie la cerere, fie la statică.

## Istorie
Jython a fost inițial creat la sfârșitul anului 1997 pentru a înlocui C cu Java pentru codul intensiv de performanță accesat de programele Python, care sa mutat la SourceForge în octombrie 2000. Fundația Software Python a acordat un grant în ianuarie 2005. Jython 2.5 a fost lansat în iunie 2009.

## Statut
Cea mai recentă versiune este Jython 2.7.1. A fost lansat la 1 iulie 2017 și este compatibil cu Python 2.7.
Deși Jython implementează specificația limbajului Python, are unele diferențe și incompatibilități cu CPython, care este implementarea de referință a Python.

## Termeni de licență
Din versiunea 2.2, Jython (inclusiv biblioteca standard) este lansat sub licența Python Software Foundation (v2). Versiunile mai vechi sunt acoperite de licența Jython 2.0, 2.1 și licența software JPython 1.1.x.
Linie de comandă este disponibilă sub licența de software Apache.